# جون كيمل
جون كيمل (بالإنجليزية: John Kimmel)‏ هو موسيقي أمريكي، ولد في 13 ديسمبر 1866، وتوفي في 18 سبتمبر 1942.

## وصلات خارجية
- جون كيمل على موقع ميوزك برينز (الإنجليزية)
- جون كيمل على موقع ديسكوغز (الإنجليزية)